# Vie sentimentale
La vie sentimentale d'une personne est constituée de l'ensemble des éléments biographiques, passés et présents qui l'ont placée ou la placent toujours dans la situation d'éprouver des sentiments à l'égard d'autrui.
Appelée vie amoureuse lorsque l'on ne parle que des sentiments amoureux, elle fait l'objet de représentations différenciées selon l'âge, le genre et l'origine sociale, notamment. Ces représentations peuvent différer entre les époques et les cultures. Elle est parfois dénommée vie affective.
C'est une des composantes de la vie privée.